# Parque Nacional Goz Beida
O Parque Nacional Goz Beida é um parque nacional no Chade e cobre uma área de 3.000 km ².
Ele está localizado perto da cidade de mesmo nome na província de Sila. A área foi atingida por conflitos internos no país, mas também permaneceu um refúgio para muitas espécies de plantas e animais ameaçadas de extinção.